# Jerusalem (Neuseeland)
Jerusalem, in der Sprache der Māori: Hiruhārama genannt, ist eine Siedlung im Whanganui District der Region Manawatū-Whanganui auf der Nordinsel von Neuseeland.

## Geographie
Die Siedlung liegt rund 22 km südwestlich von Raetihi, eingebettet von den umliegenden Bergen direkt am Whanganui River. Die Verbindung zu der Siedlung führt über eine 33 km lange Schotterpiste über die Siedlung Pipiriki.

## Geschichte
Die Siedlung war einst ein Fischerort am Whanganui River und wurde nach dem biblischen Jerusalem benannt.
1854 wurde in der Siedlung eine römisch-katholische Missionsstation eröffnet und 1892 von Suzanne Aubert die Kongregation der Daughters of Our Lady of Compassion gründete. Auf dem Missionsgelände sind die Konventsgebäude und die Klosterkirche erhalten, die die 1888 durch ein Feuer zerstörte erste Kirche ersetzte.
Der neuseeländische Dichter James K. Baxter und seine Anhänger bildeten 1970 in Jerusalem eine Kommune. Baxter ist in der Siedlung begraben.

## Persönlichkeiten
- Iriaka Rātana (1905–1981), Politikerin der New Zealand Labour Party, erste Māori-Frau im New Zealand Parliament und religiöse Führerin des Rātana Movement